# Niello

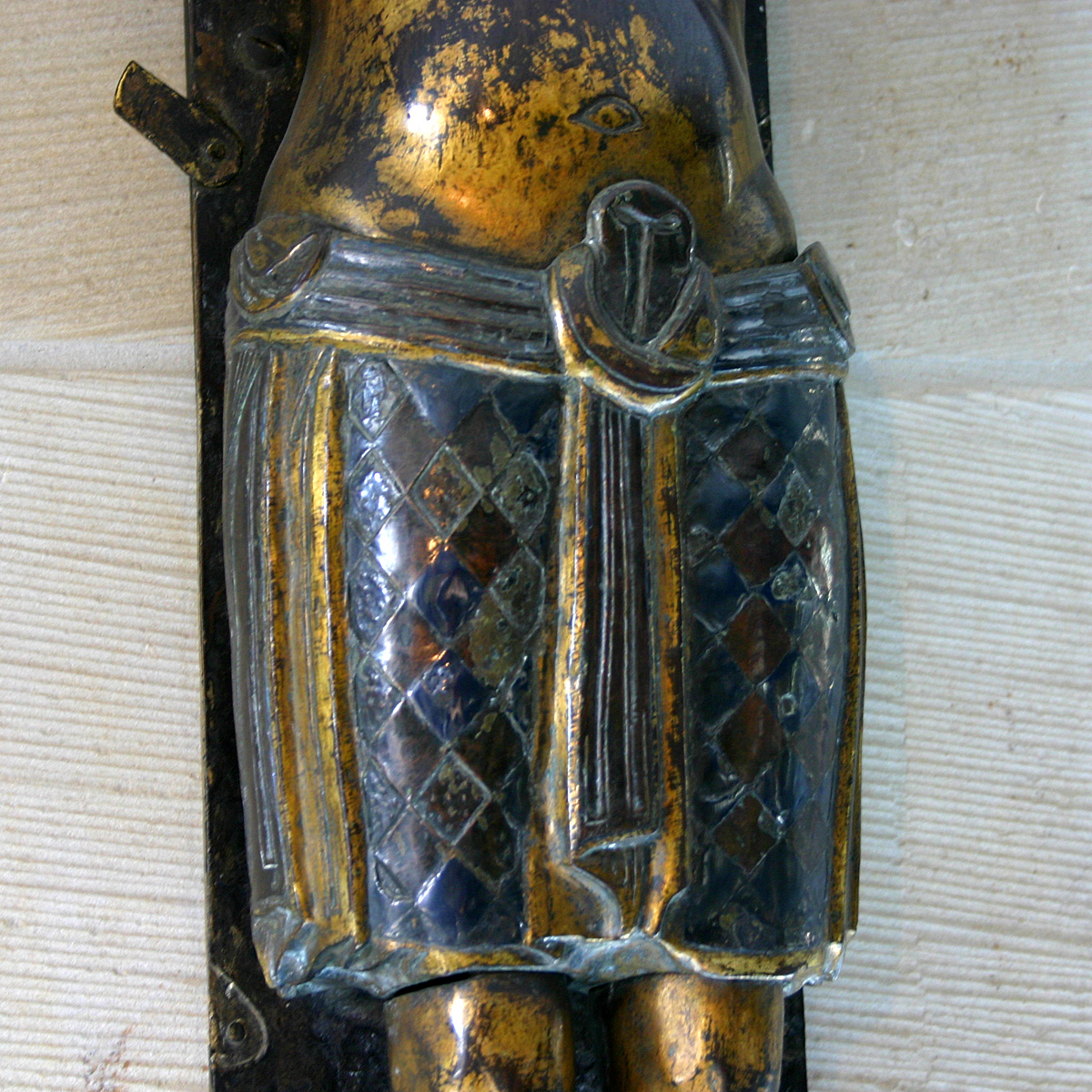
Lendenschurz des Mindener Kreuzes in Niello-Technik, entstanden 1070 oder 1120

Niello bezeichnet eine Verzierung auf Silber, seltener Gold, in neuerer Zeit auch auf Kupfer und Bronze, die aus eingravierten, gemeißelten, geätzten oder durch Stahlplatten eingepressten, mit einer schwarzen Farbe ausgefüllten Zeichnungen besteht. Auch die schwarze Farbmasse selbst wird so bezeichnet. Weitere Bezeichnungen sind Blachmal, althochdeutsch für „Schwarzfleck“ – bezogen auf die durchschwefelte Silberschlacke – oder Tula nach der russischen Stadt Tula.
Das italienische Wort Niello leitet sich ab vom lateinischen nigellus, „schwärzlich“. Das Anbringen von Niello heißt niellieren. Der Verfertiger von Niello-Arbeiten wird Nielleur bzw. Niellierer genannt.

## Technik
Für die schwarze Masse schreibt Cellini 1 Unze Silber, 2 Unzen Kupfer und 3 Unzen Blei vor, der ältere Theophilus 4/7 Silber, 2/7 Kupfer, 1/7 Blei. Die Menge des Schwefels wird nicht genau angegeben. Nach Plinius sollen die Ägypter diese Masse aus Silber und Schwefel zu gleichen Teilen und 1/3 Kupfer hergestellt haben.
Diese Bestandteile sind wiederholt zusammenzuschmelzen, bis die beim Erkalten in Kügelchen zerfallende schwarze Masse ein gleichmäßiges Gefüge zeigt. Dann wird sie zerstoßen und das zu niellierende Metall, welches durch Wasser mit ein wenig Borax angefeuchtet wurde, gänzlich damit bedeckt. Als Grundmetall eignet sich Silber am besten, auch Goldlegierungen mit hohem Feingehalt können verwendet werden. Kupfer, Messing und Neusilber sind weniger geeignet, da das Niello nicht haftet. Über glühenden Kohlen oder im Ofen wird nun das Niello aufgeschmolzen, nach dem Erkalten aber weggeschabt, so dass lediglich noch die vertieften Stellen der Platte davon erfüllt bleiben. Endlich wird das Ganze abgeschliffen und poliert. Dadurch bilden die schwarz ausgefüllten Stellen einen Kontrast zu den glänzenden Metallflächen. Das Verfahren ähnelt der Technik des Emaillierens. Galvanoplastisches Niello erzeugt man auf die Weise, dass man die Metallgegenstände mit Ätzgrund überzieht, in letztere Zeichnungen graviert und diese durch Ätzen vertieft. Man bringt dann den Gegenstand in den galvanoplastischen Apparat, bis durch das niedergeschlagene Kupfer die Züge ausgefüllt sind, wäscht den Ätzgrund ab und schleift und poliert die Oberfläche.
Das Pulver ist heute fertig im Fachhandel zu erwerben. Eine weitere Möglichkeit des Vorgangs: Das Pulver wird mit Salmiakgeist oder hochprozentigem Alkohol zu einem feinen Brei vermischt (Wasser würde beim Erhitzen zu kochen beginnen und die Mischung aus der Vertiefung schleudern). Dieser wird mit einem Spatel in die Vertiefungen eingebracht, mit einer weichen Flamme wird das Metall erhitzt, schließlich mit einer spitzeren das Niello zum Schmelzen gebracht. Mit einer spitzen Nadel können die kleinen Bleikügelchen an der Oberfläche verzogen werden. Wenn das Werkstück erkaltet ist, kann das Niello plan gefeilt werden, dazu muss beachtet werden, dass aufgrund des Bleigehalts die Feilung nicht mit Edelmetallfeilung vermischt werden darf, auch sollte separates Werkzeug verwendet werden.

## Geschichte
Die Niellotechnik war bereits im alten Ägypten und im antiken Griechenland bekannt. Bereits im Grab der Pharaonin Ahhotep (1580-1540 v. Chr.) fand sich ein Brustschmuck, eine Axt und ein Dolch in Niello-Technik, ebenso wie auch in mykenischen Schachtgräbern von ca. 1600 v. Chr. Das Niello war besonders im Mittelalter beliebt, herausragende Beispiele sind der Tassilokelch und der Paderborner Tragaltar des Roger von Helmarshausen. Ein hervorragender Meister der Frührenaissance war Finiguerra in Florenz um 1450.
Um 1885–1889 hatte die Nielloarbeit ihren Hauptsitz in Russland. Am bekanntesten waren die in Tula verfertigten silbernen Tabaksdosen, vorzügliche Arbeiten wurden aber auch in Wologda und Weliki Ustjug  hergestellt. Eine besondere Anwendung findet das Niello zur schwarzen Ausfüllung der Ziffern und Teilstriche des Minutenkreises auf metallenen Uhrzifferblättern sowie zur Emaillierung goldener Uhrgehäuse.

## Niellodruck
Als Niellen oder Nielli (Einzahl Niello) bezeichnet man auch Druckgraphiken auf Papier oder anderen Trägern, die durch den Abdruck von nach Art der Niellotechnik gravierten Platten entstanden. Dabei handelt es sich um ein Tiefdruckverfahren. Die in die Platte gravierten Eintiefungen werden nicht mit der Niellopaste gefüllt, sondern mit Farbe bestrichen und ergeben so im Abdruck auf Papier ein seitenverkehrtes Bild der gravierten Stellen.
Da die mittelalterlichen Goldschmiede vermutlich auf diese Weise Abdrücke von ihren Niello-Gravierungen nahmen, um die Muster aufbewahren und übertragen zu können, brachte man die Niellodrucke mit der Vorgeschichte der Kupferstecherkunst in Verbindung. Kritiker halten die in verschiedenen Kupferstichsammlungen aufbewahrten Niellen jedoch für spätere Abdrucke von Kupferplatten. Laut Walter Koschatzky ist der Niellodruck nicht als Vorläufer des Kupferstichs anzusehen, da keiner der erhaltenen Niellodrucke vor dem Aufkommen des Kupferstichs datiert werden kann und es sich bei vielen Exemplaren um Fälschungen des 19. Jahrhunderts handelt.